# Konrad Oktawiusz Fiedler
Konrad Oktawiusz Fiedler (ur. 22 marca 1886 w Łęczycy, zm. we wrześniu 1939 w Bydgoszczy) – polski publicysta, dziennikarz, krajoznawca, działacz społeczny, radny miasta Bydgoszczy.

## Życiorys
Urodził się 22 marca 1886 w Łęczycy. Był synem Krzysztofa, urzędnika, b. burmistrz Słupcy i Marii Zuzanny ze Stanisławskich. Ukończył gimnazjum w Łodzi. Studiował na Wydziale Filozoficznym Uniwersytetu Lwowskiego.
W 1919 r. rozpoczął pracę jako dziennikarz w „Kurierze Łódzkim”. Działał w oddziale łódzkim Polskiego Towarzystwa Krajoznawczego (od 1920 prezes). Z zamiłowania turysta, zwiedzał różne zakątki kraju, wygłaszając odczyty na tematy krajoznawcze. Wiosną 1920 r. zawitał z odczytami do Bydgoszczy. W 1921 r. zamieszkał w tym mieście i pozostał tu aż do śmierci. Objął stanowisko zastępcy redaktora naczelnego „Dziennika Bydgoskiego”. W 1923 przeszedł na równorzędne stanowisko do nowo powstałej „Gazety Bydgoskiej” (od 1933 „Kurier Bydgoski”), organu bydgoskiej endecji. Od 1934 r. był kierownikiem redakcji „Kuriera Poznańskiego” w Bydgoszczy. Współpracował ze „Słowem Pomorskim”. Jako dziennikarz odznaczał się operatywnością. Skupiał uwagę na problemach samorządu miejskiego, historii miasta i regionu oraz przemianach społeczno-gospodarczych i kulturalnych w Bydgoskiem.
Od 1921 r. był członkiem Syndykatu Dziennikarzy Wielkopolskich, potem Syndykatu Dziennikarzy Pomorskich, w którym pełnił funkcję prezesa (1934–1939). Był również członkiem Zarządu Głównego Związku Dziennikarzy Polskich. Działał w ruchu narodowodemokratycznym, będąc jednym z przywódców bydgoskiej endecji. Reprezentował tę partię w Radzie Miejskiej, w której zasiadał nieprzerwanie od 1922 roku. Pełnił w niej m.in. funkcje wiceprezesa (1926-1929). Jako znawca problematyki samorządu miejskiego wybierany był do władz Związku Miast Polskich.
Uczestniczył w działalności szeregu organizacji, m.in. Organizacji Inteligencji Polskiej, w jej Sekcji Kulturalno-Oświatowej (od 1921), był współzałożycielem i członkiem władz Towarzystwa Miłośników Miasta Bydgoszczy (od 1923), w latach 1924-1927 działał w Komitecie Budowy Pomnika Henryka Sienkiewicza. W 1934 r. był współzałożycielem i członkiem Zarządu Rady Artystyczno-Kulturalnej, działaczem Polskiego Związku Zachodniego oraz Ligi Morskiej i Kolonialnej.
Z zamiłowaniem oddawał cię krajoznawstwu. Wkrótce po zamieszkaniu w Bydgoszczy został dokooptowany do Zarządu Oddziału Polskiego Towarzystwa Krajoznawczego. W latach 1922–1924 i 1925–1929 był prezesem, a w latach 1924-1925 i 1929–1939 wiceprezesem bydgoskiego PTK. Uczestniczył również w pracach Rady Głównej Polskiego Towarzystwa Krajoznawczego (1929-1932 i 1937-1939 członek Rady Głównej). Z jej upoważnienia zorganizował w 1933 r. Wielkopolski Okręg PTK w Poznaniu. W latach 1936–1939 był wiceprezesem Pomorskiego Okręgu PTK w Toruniu. Wygłosił kilkadziesiąt odczytów o tematyce krajoznawczej. Dotyczyły one miasta i regionu kujawsko-pomorskiego, a także innych miast i regionów. Rozmiłowany był zwłaszcza w Pojezierzu Kaszubskim i Borach Tucholskich. Szwajcarii Kaszubskiej poświęcił specjalne studium krajoznawcze, opublikowane w pięciu odcinkach w „Gazecie Bydgoskiej” (nr 128, 131, 134, 136 i 139 z 1927). Był inicjatorem wykorzystania jezior byszewskich jako trasy wodnej i połączenia ich z Brdą. Wspólnie z J. Modzelewskim opracował obszerny przewodnik krajoznawczy po Bydgoszczy (1929) i popularny informator o mieście (1935). Szereg publikacji krajoznawczych zamieścił w czasopismach, gazetach codziennych i opracowaniach zbiorowych. O Bydgoszczy pisał m.in. w „Gazecie Bydgoskiej”, „Kurierze Poznańskim”, „Przeglądzie Bydgoskim”, „Morzu”. Był współautorem wydawnictwa jubileuszowego Polska Bydgoszcz 1920-1930. Dziesięć lat pracy twórczej (1930).
Po najeździe Niemiec na Polskę współorganizował Straż Obywatelską w Bydgoszczy. 5 września 1939 r. uczestniczył w podpisaniu aktu przekazania miasta Niemcom. Jego podpis widnieje pod „Odezwą do Obywateli miasta Bydgoszczy” (5 IX), nawołującą mieszkańców do zachowania spokoju, powrotu do normalnych zajęć i oddania broni, co miało gwarantować wolność osobistą, bezpieczeństwo i mienie ludności cywilnej. W rzeczywistości Niemcy nie dotrzymali zobowiązania, rozpoczynając aresztowania i egzekucje bydgoszczan. 8 września 1939 r. został uwięziony przez hitlerowców i zamordowany prawdopodobnie w końcu września 1939 r. w nieznanym miejscu.
Jego symboliczny grób znajduje się na Cmentarzu Bohaterów Bydgoszczy.

### Rodzina
Konrad Fiedler od 1921 r. był żonaty z Małgorzatą Amelią ze Szmidtów. Miał czworo dzieci: Marię (ur. 1922, artystka plastyk), Zofię (ur. 1923, plastyk), Jadwigę (ur. 1924, lekarz stomatolog) i Krzysztofa (ur. 1927, inżynier hydrolog).

## Upamiętnienie
Jego nazwisko widniało na tablicy pamiątkowej ku czci dziennikarzy, drukarzy i księgarzy bydgoskich poległych i pomordowanych w latach 1939–1945, odsłoniętej w 1964 r. na ścianie Zakładów Graficznych w Bydgoszczy. Jego imię nosi jedna z ulic Bydgoszczy na osiedlu Bohaterów w dzielnicy Fordon.